# United Nova Technology
United Nova Technology Company Limited — китайская компания электронной промышленности, крупный контрактный производитель полупроводниковых комплектующих и приборов; входит в сотню крупнейших полупроводниковых компаний мира и является одним из крупнейших в КНР «литейных» производителей МЭМС и IGBT.

## История
Компания основана в марте 2018 года как совместное предприятие Semiconductor Manufacturing International Corporation, Shengyang Group и муниципального правительства Шаосина под названием Semiconductor Manufacturing Electronics Corporation (SMEC); в июне 2019 года началось строительство завода силовых микросхем и микроэлектромеханических систем в районе Юэчэн. В мае 2023 года вышла на Шанхайскую фондовую биржу и к концу 2023 года её рыночная капитализация превысила 35 млрд юаней. В ноябре 2023 года сменила название на United Nova Technology.

## Деятельность
United Nova Technology занимается «литейным» производством пластин, корпусированием и тестированием интегральных схем, производством силовых чипов и модулей, в том числе MEMS, IGBT, MOSFET, SiC и MCU. Продукция компании широко применяется в электромобилях (более половины продаж), энергетическом оборудовании (включая солнечные панели и ветровые турбины), бытовой электронике и электротехнике. Среди крупнейших клиентов компании — китайские производители электромобилей BYD Auto, NIO, SAIC Motor и XPeng, а также гигант электроники Luxshare.
По итогам 2023 года основные продажи United Nova Technology пришлись на литейное производство пластин микросхем (84 %), корпусирование и тестирование чипов (7,3 %), услуги по исследованиям и разработкам (0,9 %). Все 100 % оборота пришлись на Китай.

## Акционеры
Основными акционерами United Nova Technology являются SMIC (14,15 %), Чжан Юэцзинь (1,36 %), Фэн Цзидун (0,81 %) и Shangrong Capital Management (0,62 %).